# Vernaux
Vernaux é uma comuna francesa na região administrativa de Occitânia, no departamento de Ariège. Estende-se por uma área de 6,06 km². Em 2010 a comuna tinha 28 habitantes (densidade: 4,6 hab./km²).